# 세로 톨로로 미주 천문대

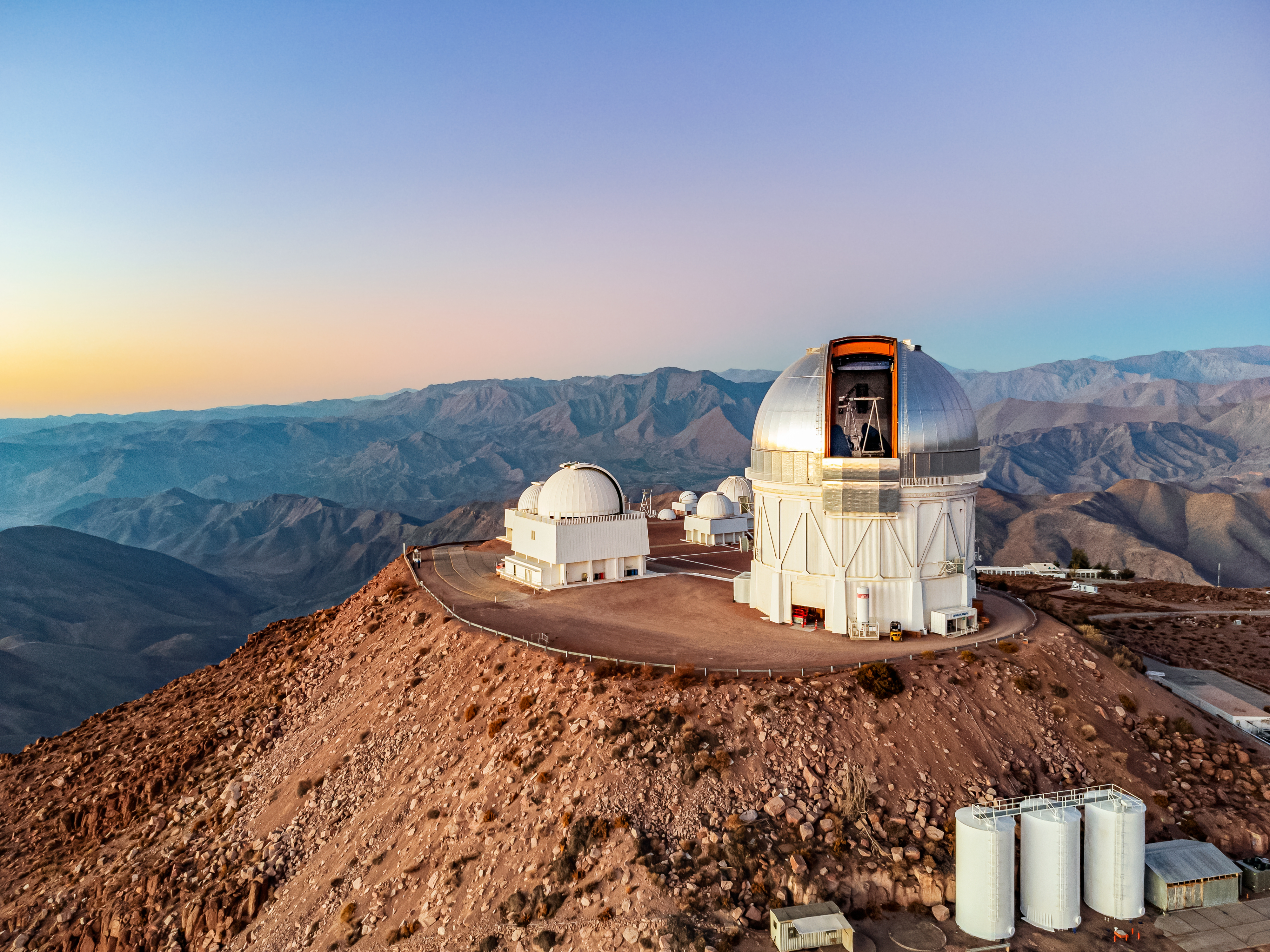
세로 톨로로 미주 천문대

세로 톨로로 미주 천문대(Cerro Tololo Inter-American Observatory, CTIO) 또는 세로 톨로로 미주 관측소는 칠레 북부 코킴보주의 세로 톨로로 산 정상에 위치한 천문대로, 추가 시설은 남동쪽으로 약 10km(6.2마일) 떨어진 세로 파촌 산에 있다. 지원 시설이 있는 라 세레나에서 동쪽으로 약 80km(50마일) 떨어져 있다. CTIO의 주요 망원경은 푸에르토리코 천문학자 빅터 마누엘 블랑코의 이름을 딴 4m 빅터 M. 블랑코 망원경과 세로 파촌에 위치한 4.1m SOAR 망원경이다. 세로 톨로로의 다른 망원경으로는 SMARTS 컨소시엄에서 운영하는 1.5m, 1.3m, 1.0m, 0.9m 망원경이 있다. CTIO는 또한 PROMPT, WHAM, LCOGTN 등의 다른 연구 프로젝트를 주최하여 미국 및 전 세계 과학 연구를 위해 남반구에 접근할 수 있는 플랫폼을 제공한다.

## 같이 보기
- 아타카마 대형 밀리미터 간섭계
- 라 시야 천문대
- 라스 캄파나스 천문대
- 파라날 천문대
- MEarth 프로젝트